# Blindia arenacea
Blindia arenacea là một loài rêu trong họ Seligeriaceae. Loài này được (Molendo) Lorentz mô tả khoa học đầu tiên năm 1865.